# Åmot, Buskerud
Åmot este o localitate din comuna Modum, provincia Buskerud, Norvegia.